# Società Canottieri Limite
La Società Canottieri Limite è una società sportiva di Capraia e Limite (Limite sull'Arno) e vanta il titolo di società canottieri più antica d'Italia.
I colori sociali sono il bianco ed il blu; la bandiera (non che simbolo della società) ha la forma di un triangolo isoscele con il lato più corto rivolto verso l'asta; essa è composta da sfondo bianco ed una banda blu passante, longitudinalmente, dal vertice fino ad arrivare perpendicolarmente sul lato più corto.

## Storia
Nasce nel 1861 dall'iniziativa del titolare del Cantiere Navale Picchiotti e di alcuni operai. Successivamente con il passare del tempo questa disciplina ha iniziato a coinvolgere sempre più persone fino a diventare a tutti gli effetti una società completa. Con il tempo iniziarono ad arrivare diversi risultati positivi per i limitesi i quali fecero sì che la piccola società del paesino alle pendici del Montalbano (a 25 km ad ovest di Firenze) sulla riva dell'Arno fosse conosciuta sempre più in Italia ed anche fuori. Una delle massime note riferite ai canottieri di Limite fu la frase citata da Gabriele D'Annunzio il quale definì questi canottieri "Limitesi senza limiti".
Tra i suoi atleti si ricordano: Antonio Baldacci che ha partecipato a 3 olimpiadi, Lorenzo Carboncini che col 4 senza vinse la medaglia d'argento alle olimpiadi di Sydney, e l'otto pesi leggeri che vinse il campionato del mondo a Lucerna.
La Società Canottieri Limite si è trasferita nell'anno 2008 dalla sua sede storica in una nuova palestra sempre a Limite sull'Arno nel quartiere "Mollaia". Il nuovo stabile della Società Canottieri Limite è stato nominato "Del Gratta" in onore alla tale famiglia, la quale ha aiutato la società sia economicamente che dal punto di vista della diffusione dello sport del canottaggio e dei suoi principi.